# Perversioni femminili
Perversioni femminili (Female Perversions) è un film del 1996, diretto da Susan Streitfeld ed interpretato da Tilda Swinton.
Il soggetto del film è tratto dal saggio Female Perversions: The Temptations of Emma Bovary della psicanalista Louise J. Kaplan, da cui attinge per mettere in scena le nevrosi e fantasie erotiche di un gruppo di donne.

## Trama
Eve Stephens, procuratrice in carriera, vive divisa tra l'amante John e una relazione con una psichiatra. Deve però anche fare i conti con una sorella cleptomane, la sua introversa figlioletta e l'amaro ricordo dei difficili rapporti col padre.

## Critica
Nel 1997 Alberto Morsiani ha scritto su Segnocinema: «Purtroppo il sovraccarico di simboli e di transfert ha forse prodotto approfondimenti intelligenti, ma raramente si è tramutato in buon cinema. È il problema dei film della Streitfeld, tanto "intelligente" quanto faticoso, oscuro e lambiccato: mai prendersi troppo sul serio.»